# 成都商报
《成都商报》是一份主要在中国四川省成都市发行的报纸，在四川省其它地区也有销售，创刊于1994年1月1日，由成都日报报业集团主办，是一份综合性日报，以“创新、务实、理性、开朗”为办报宗旨。
目前，《成都商报》是中国西部发行量最大和广告收入最高的报纸。2005年，《成都商报》日发行量约65万份，约占成都市日报市场份额的50%至60%，其中广告代理收入约6.5亿元。成都商报在成都市场上取得巨大的成功，很大程度上得益于其内容贴近市民生活，以及其出色的营销理念，但也有部分市民认为其资讯内容过于娱乐化。

## 历史
创刊于1994年1月1日的《成都商报》最初为成都市财贸委员会下属的内部报纸，不能对外公开发行，只是一份四开的小报。其负责人何华章于1995年2月同成都市科技委员会达成协议，将《成都商报》与成都市科技委员会下属报纸《科学生活报》合并为《成都科技商报》。不久，《成都商报》便确定了自己的定位，以“综合性市民生活报纸”为发展方向，并开始将刊名中具有行业色彩的“科技”二字在报头做缩小处理。
1996年，《成都科技商报》获得了全国统一刊号，并很快更名为《成都商报》。此时的《成都商报》仅为对开4版，由于缺少资金，报社决定将除新闻外的服务类版面以人民幣20至30万元不等的价格出租给投资者，一年之后《成都商报》在自身没有任何投入的情况下从4版发展到了8版。与此同时，大陆政府出台规定，禁止报刊出让刊号或版面，《成都商报》随即将运作已基本成熟的这4个版面的经营权收回。
凭借新颖和更具市场意识的理念，加之1997年，《成都商报》对报纸的发行部门进行改革，成立了独立的博瑞传媒投资有限公司，对报纸进行代理，同时利用其建立的发行网络，配送图书和日常用品、代理其它报刊，《成都商报》日发行量在短短3年内从5万份猛增到60万份，广告收入突破3亿，版面增加到24版，一举超过《华西都市报》成为成都发行量最大的报纸，而博瑞公司也成为了《成都商报》的新的盈利点。之后博瑞公司通过兼并其它企业上市，《成都商报》成为中国大陆第一家拥有上市公司的媒体。2002年，成都市人民政府收购《成都商报》，成立成都日报报业集团，《成都商报》则成为其旗下报纸。
2018年，报纸入选2017年全国百强报纸推荐名单。

## 内容
由于《成都商报》的版面数一直在24版以上，因此在投递或出售时会将相近的一些主题分为一叠。“要闻”、“体娱”、“财经”和“市民”四大版块每日都会出版，而其它版面，比如“房产”、“时尚”、“IT”、“健康”、“汽车”、“旅游”等则随机出版，并没有一定的秩序。近来为了拓展成都外的市场也出版了“四川连线”版面，但内容通常较少，同时每周六会推出内容以网络、动漫、游戏、潮流为主的，主要面向年轻人的《DOORS周刊》（已停刊）。
目前《成都商报》为发展新媒体已全面减版，现周一至周五出版12版，节假日出版8版。

### 主要版面构成
（注：部分版面已撤销）
- 要闻
  - 国内：国内要闻
  - 国际：国际要闻
  - 要闻：仅指成都要闻
  - 岷江评论：对新闻事件进行评论，主要针对发生在四川的新闻事件
- 体娱
  - 体育：体育比赛以及运动员的花边消息
  - 文娱：各种娱乐界的花边消息
- 财经
  - 财经：指财经新闻
  - 证券：证券及股市信息
  - 理财：理财技巧和故事
- 市民
  - 城市热线：《成都商报》举行的各种公益活动的相关报道
  - 权威发布：包括停水（电、气）公告、气象信息、公交车线路调整、道路施工信息等
  - 蓉城快报：与要闻相比更贴近生活的成都新闻
  - 社会：各种社会新闻
  - 街头：各种市井新闻

## 另見
- 紅星新聞